# Côtes-de-Fer
Côtes-de-Fer (Haitianisch-Kreolisch Kòt Defè) ist eine Gemeinde im Département Sud-Est von Haiti; sie liegt im Arrondissement Bainet.

## Geschichte
Die Gegend hatte bei Fischern und anderen Seefahrern wegen ihrer schwierigen nautischen Bedingungen den Namen „Höllenküste“ (Côtes de l'enfer).
Mit Gründung der Gemeinde im Jahr 1860 wurde daraus Côtes-de-Fer, was somit nichts mit „Eisen“ (französisch Fer) zu tun hat.
Im Oktober 2014 kündigte der damalige Präsident Martelly ein mehrere Millionen US-Dollar umfassendes Entwicklungsprogramm für die Gemeinde in den Bereichen Landwirtschaft, Infrastruktur, Tourismus, Bildung und Gesundheitswesen an. Die Mittel stammten aus dem Petrocaribes-System, das mit Beginn der Krise in Haiti 2018 zum Erliegen kam.

## Lage und Beschreibung
Côtes-de-Fer ist die westlichste Gemeinde des Départements Sud-Est und grenzt an das Département Sud.
Neben dem Ortszentrum Ville des Côtes-de-Fer bestehen sechs ländliche Gemeindebezirke:
1. Gris Gris mit Bac-Bois, Cavalier, Garou, Jamais Vu, La Mercie, Marion, Nan Mombin, Plaine-Cote-de-Fer, Plaine-la-Source, Plaine-Marion, Sous Fort, Ti Bidon und Trou Coucou
2. La Biche mit Boutin, Chavannes, Corinne, Dos Darion, Flavil, Fond Cabrit, La Source, Mayombé, Plaine Galbi und Pointe Ravine Blanche
3. Bras Gauche mit Fond St Joseph und Saint-Joseph
4. Amazones mit Georges, La Faille, Mapou und Nan Massier
5. Boucan Bélier mit Gingembre, Grand Boucan, Mare Ramier, Martineau, Nan Dix Huit und Serpentier
6. Jamais Vu mit Berthold, Boucan Maronne, Boucan Moran, Caditte, Clarette, Corail Lhérisson, Dassa, Dero, Dessources, Galette, Giro, La Brue, Landrin, Nan Maureau, Nan St Clou, Ricot, Sous-Villa und St Clos

Die Küstenstraße Route Départementale RD-208 verbindet Côtes-de-Fer mit der Stadt Jacmel im Osten (78 Kilometer), wo sie auf die Route Nationale RN-4 trifft.
Neben dem Fischfang werden in der Gemeinde vielfältige landwirtschaftliche Produkte angebaut. Zu nennen sind Mais, Kartoffeln, Bananen, Erbsen, Maniok, Papaya, Mango, Grenadine und Sisal.